# Rachel Zoe

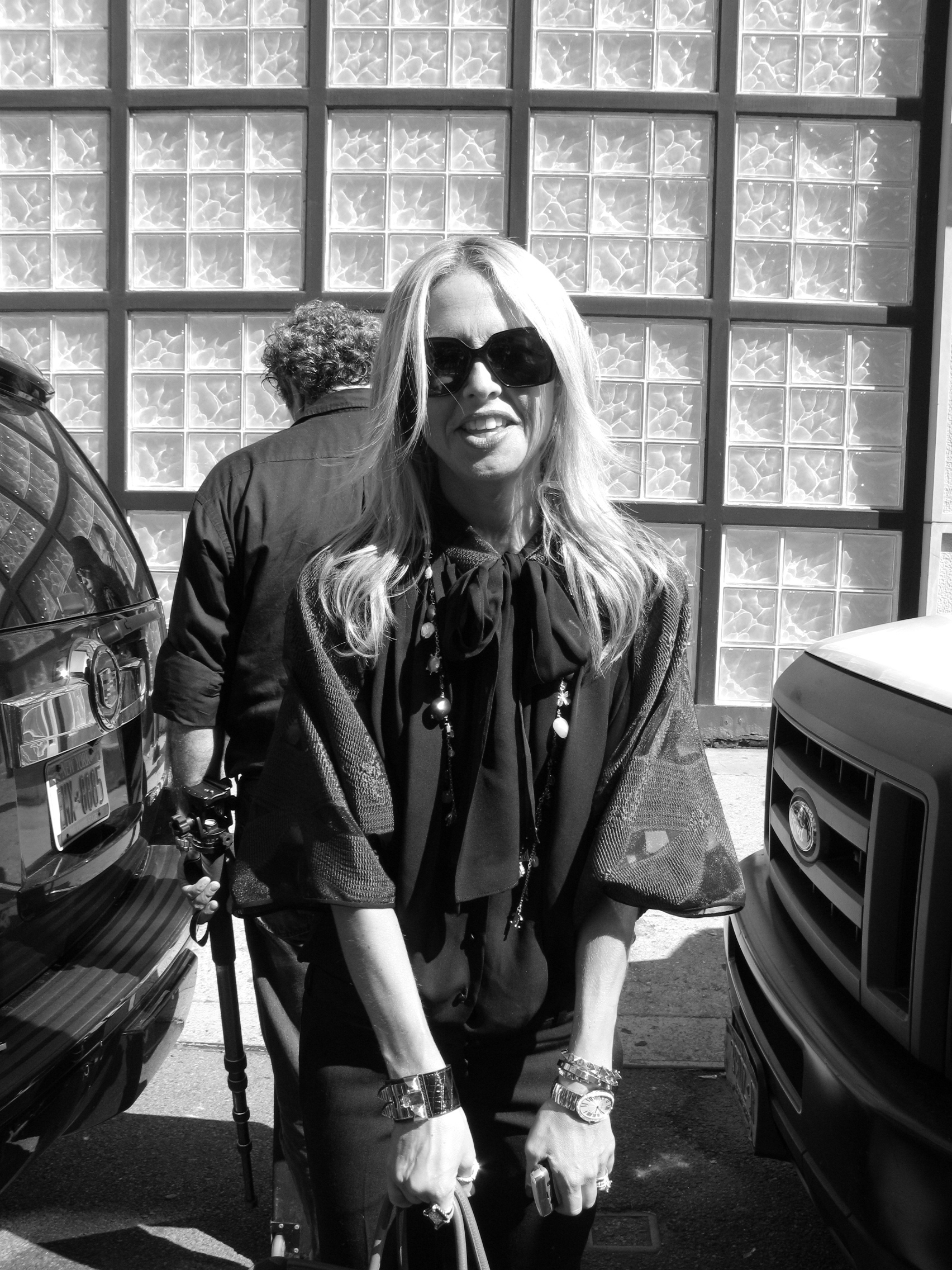
Rachel Zoe

Rachel Zoe, född 1 september 1971 som Rachel Zoe Rosenzweig  är en amerikansk stylist känd för att anlitas av filmstjärnor och Hollywoodkändisar. 

## Karriär
Rachel Zoe växte upp i New Jersey och läste sociologi och psykologi på George Washington University. Hon började sin karriär inom tidningsbranschen, där hon som stylist och moderedaktör på tidningarna Gothman och YM Magazine stylade popstjärnor som Britney Spears och Jessica Simpson.  Hon började frilansa och är mest känd för att, efter att ha gett dem en ny stil, ha förvandlat Nicole Richie och Lindsay Lohan till stilikoner. 
Zoe har arbetat med några av Hollywoods mest kända kvinnliga stjärnor och nuvarande kunder inkluderar Cameron Diaz, Jennifer Garner, Kate Hudson, Kate Beckinsale, Debra Messing, Demi Moore, Liv Tyler, Joy Bryant, Molly Sims, Eva Mendes och Anne Hathaway.  Hollywood Reporter har utsett Zoe till den viktigaste personen inom mode i Hollywood. 
Sedan 2008 har hon en egen tv-serie, The Rachel Zoe Project, på den amerikanska tv-kanalen Bravo där tittarna får följa Zoe och hennes team i deras arbete. Seriens fjärde säsong är under inspelning, i Sverige visas den på TV3.  Hon är känd för sitt karaktäristiska vokabulär och har varumärkesskyddat favoriterna I die och Bananas.  Zoe har även gett ut boken Style A to Zoe: The Art of Fashion, Beauty and Everything Glamour där hon delar med sig av sina bästa stylingtips. Boken hamnade på New York Times Bestseller list. Zoe ger också stylingtips på nätet, dels genom nyhetsbrevet "The Zoe Report” och dels på Twitter där hon har 454 000 followers. 
I februari blev det officiellt att Rachel Zoe samarbetar med den svenska modekedjan Lindex. Zoe kommer att styla och välja sina favoriter ur Lindex vårkollektion för 2011, kollektionen släpps 18 april.  Det här är det första större europeiska samarbetet för Rachel Zoe som tidigare främst samarbetat med amerikanska märken.

## Privatliv
Zoe är gift med riskkapitalisten Rodger Berman som hon träffade 1991.  Tillsammans har de två söner.